# Liste der Bodendenkmale in Reinstorf
In der Liste der Bodendenkmale in Reinstorf sind alle Bodendenkmale der niedersächsischen Gemeinde Reinstorf aufgelistet. Die Quelle ist der Denkmalatlas Niedersachsen. Der Stand der Liste ist der 1. August 2024.

## Allgemein
In den Spalten finden sich folgende Informationen des Bodendenkmales :
- Lage        : geographische Koordinaten
- Bezeichnung : Bezeichnung lt. Denkmalatlas
- Beschreibung: Beschreibung lt. Denkmalatlas
- ID          : Objekt-ID
- Bild        : Bild, ggf. zusätzlich mit Link zu weiteren Fotos im Medienarchiv Wikimedia Commons.

## Holzen
| Lage                         | Bezeichnung              | Beschreibung | ID       | Bild |
| ---------------------------- | ------------------------ | --- | -------- | ---- |
| 53° 14′ 44″ N, 10° 35′ 15″ O | Holzen 2, Grabhügel      | Rund, Dm. ca. 13 m; H. ca. 0,6 m. Oberfläche stark zerwühlt, Rand nicht klar erkennbar. Am Süd-Rand zahlreiche Granitbrocken (z.T. wohl Lesesteine). | 28930007 | BW   |
| 53° 14′ 45″ N, 10° 35′ 14″ O | Holzen 3, Grabhügel      | Oval, Ost-West orientiert, L. 13 m; Br. 8 m; H. ca. 0,7 m. Rand auslaufend und im Nordosten von Acker angeschnitten. In der Kuppe eine Eingrabung von 4 m L., 2 m Br. und 0,8 m T. An der Oberfläche und in der Eingrabung liegen einige Granitsteine, im Zentrum ist die Spitze eines Findlings erkennbar. Am Nordost-Rand liegen bis doppelt kopfgroße Steine. | 28930009 | BW   |
| 53° 15′ 5″ N, 10° 36′ 57″ O  | Holzen 7, Grabhügel      | Rund, Dm. 16 m; H. 1,3 m. Kuppe abgeflacht, Rand abgesetzt. Alte Mulden in der Oberfläche, Zentrum ungestört. Am Nordost-Rand eine Fahrspur von Nordnordwest nach Südsüdost. | 28930017 | BW   |
| 53° 15′ 8″ N, 10° 35′ 40″ O  | Holzen 19, Grabhügel     | Fast rund, Dm. 15 m; H. 1,1 m. Rand abgesetzt. Pflanzfurchen. Vereinzelt Granitsteine sichtbar. | 28930133 | BW   |
| 53° 15′ 4″ N, 10° 35′ 56″ O  | Holzen 21, Grabhügel     | Fast rund, Dm. 14 m; H. 1 m. Kuppe flach abgeschoben. Rand schwach abgesetzt. In der Kuppe eine Mulde. Pflanzfurchen. | 28930137 | BW   |
| 53° 15′ 18″ N, 10° 35′ 44″ O | Holzen 28, Grabhügel     | Fast rund, Dm. 18 m; H. 1,5 m. In der Kuppe eine Mulde, L. 3,7 m; Br. 3,2 m; T. bis 1 m. Rand abgesetzt. Wenige bis faustgroße Granitsteine sichtbar. | 28932669 | BW   |
| 53° 15′ 17″ N, 10° 35′ 43″ O | Holzen 29, Grabhügel     | Oval, Nordwest-Südost orientiert, L. 15 m; Br. 12,5 m; H. 0,8 m. Kuppe abgeflacht. Nord-Rand durch Waldweg angeschnitten. Nordwest-Südost orientierte Holzrückspur. | 28932671 | BW   |
| 53° 14′ 53″ N, 10° 36′ 37″ O | Holzen 30, Grabhügel     | Oval, Ost-West orientiert, L. 17,5 m; Br. 14,5 m; H. 1,35 m. In der Kuppe eine Mulde mit drei Granitsteinen. Rand abgesetzt. Auf dem Hügel steht ein TP Stein und wenige Granitsteine sind sichtbar. | 28932673 | BW   |
| 53° 14′ 50″ N, 10° 36′ 33″ O | Holzen 31, Grabhügel     | Fast rund, Dm. 11 m; H. 0,5 m. In der Kuppe eine Mulde, Dm. 2,5 m; T. 0,3 m. Von Nordost-Südwest orientierten Pflanzfurchen überzogen. Im Nordost- und Nord-Bereich liegt je ein Granitstein. | 28932675 | BW   |
| 53° 15′ 1″ N, 10° 37′ 0″ O   | Holzen 32, Grabhügel     | Fast rund, Dm. 15,5 m; H. 1 m. Kuppe abgeflacht, in der Kuppe kleine Mulde. Rand schwach abgesetzt. | 28932677 | BW   |
| 53° 15′ 27″ N, 10° 36′ 38″ O | Holzen 36, Großsteingrab | Nord-Süd ausgerichtetes Großsteingrab. Die Kammer lag ehemals in der Mitte des Langbettes. | 32825425 |      |

## Horndorf

### Horndorf 1
ID:28930842; Ca. 1,3 km nordöstlich von Horndorf, ca. 300 m östlich der Straße nach Wennekath liegt im Nord-Teil der Mausetalheide in leicht nach Osten abfallendem Gelände eine Nekropole mit vier Großsteingräbern und zwölf Grabhügeln. Bei den ersteren handelt es sich um drei annähernd Nord-Süd orientierte Hünenbetten (FStNr. 1–3) und ein Ost-West gerichtetes (FStNr. 4), die z. T. ihrer Steine beraubt worden sind. Im Nord-Teil des Gräberfeldes sind verschiedene, annähernd Ost-West verlaufende Wegespuren erkennbar.

| Lage                         | Bezeichnung               | Beschreibung | ID       | Bild |
| ---------------------------- | ------------------------- | --- | -------- | ---- |
| 53° 13′ 18″ N, 10° 36′ 16″ O | Horndorf 1, Großsteingrab | „Hünenbett in nordsüdlicher Richtung. Ein langgestreckter flacher Erddamm von 34 m Länge und bis zu 10 m Breite, der teilweise noch bis zu 1 m hoch ist, weist auf den beiden Langseiten noch 16 Umfassungssteine und an der südlichen Schmalseite noch einen auf.“ | 28930844 | BW   |
| 53° 13′ 18″ N, 10° 36′ 14″ O | Horndorf 2, Großsteingrab | „Hünenbett in nordsüdlicher Richtung, das nahezu seiner Umfassung beraubt ist. Spuren lassen deren Standort erkennen. Die wenigen - sieben - erhaltenen Umfassungssteine sind, bis auf zwei der östlichen Langseite, die in situ stehen, umgefallen“. | 28930846 | BW   |
| 53° 13′ 16″ N, 10° 36′ 14″ O | Horndorf 3, Großsteingrab | „Rest eines Hünenbettes in Richtung Nord-Süd. Ein 30 m langer und bis zu 10 m breiter, 1,2 m bis 1,5 m hoher Erddamm, der keinerlei Umfassungssteine mehr besitzt, deren Standorte aber hier und da in Vertiefungen sichtbar werden, ist für das geschulte Auge als eindrucksvoller Überrest eines Megalithgrabes zu erkennen. Eine im Südteil neben einer Grube aufrechtstehende Steinplatte könnte den Standort der Grabkammer andeuten“. | 28930848 | BW   |
| 53° 13′ 17″ N, 10° 36′ 16″ O | Horndorf 4, Großsteingrab | „Flacher Erddamm in westöstlicher Richtung von 21 m Länge, 6 m Breite und 0,8 m Höhe. Obwohl von keinen Steinen mehr eingefaßt, unbestreitbar die eindrucksvolle Ruine eines kleineren Hünenbettes“. | 28930850 | BW   |
| 53° 13′ 21″ N, 10° 36′ 17″ O | Horndorf 5                | Fast rund, Dm. ca. 18 m; H. 0,8 m. Kuppe abgeflacht. Rand unregelmäßig und im Süden abgegraben. Am Süd-Rand längliche flache Abraumhalde entlang des Hügelfußes. | 28930852 | BW   |
| 53° 13′ 20″ N, 10° 36′ 17″ O | Horndorf 6                | Rund, Dm. 18,2 m; H. 1,5 m. Kuppe abgeflacht, Rand abgesetzt. Oberfläche unregelmäßig. | 28930854 | BW   |
| 53° 13′ 20″ N, 10° 36′ 13″ O | Horndorf 7                | Rund, Dm. 11,2 m; H. 0,6 m. Kuppe abgeflacht. Rand schwach abgesetzt und nach Osten auslaufend. Am Nord-Rand einige flache Wegespuren. | 28930856 | BW   |
| 53° 13′ 20″ N, 10° 36′ 16″ O | Horndorf 8                | Fast rund, Dm. 9,5 m; H. 0,45 m. Oberfläche unregelmäßig, darin mehrere Vertiefungen. Am Süd-Rand verläuft eine Rinne. | 28930858 | BW   |
| 53° 13′ 20″ N, 10° 36′ 14″ O | Horndorf 9                | Rund, Dm. 13,5 m; H. 0,7 m. Kuppe abgeflacht. Rand abgesetzt, stellenweise abgegraben. Auf dem Hügel dicke Grasdecke, daher wirkt die Oberfläche unregelmäßig. | 28930860 | BW   |
| 53° 13′ 20″ N, 10° 36′ 13″ O | Horndorf 10               | Rund, Dm. 14,5 m; H. 1,1 m. Rand abgesetzt. Am Nord-Rand flache Wegespur. | 28930862 | BW   |
| 53° 13′ 19″ N, 10° 36′ 15″ O | Horndorf 11               | Fast rund, Dm. 15,5 m; H. 1,3 m. Rand abgesetzt. In der Mitte große Eingrabung, weitgehend verfüllt, zwei Auswurfhügel noch vorhanden. In der Oberfläche weitere flache Vertiefungen und auf der nördlichen Böschung ein Windwurfteller. Am Nord-Rand flache, am Süd-Rand tiefer eingeschnittene Wegespur. | 28930956 | BW   |
| 53° 13′ 19″ N, 10° 36′ 19″ O | Horndorf 12               | Rund, Dm. 11 m; H. 1,6 m. Rand abgesetzt. Um den Hügel grabenartiger Absatz (vielleicht vom Steinesuchen). In der Kuppe kleine Vertiefung. | 28930958 | BW   |
| 53° 13′ 18″ N, 10° 36′ 15″ O | Horndorf 13               | Annähernd oval (tropfenförmig), Nordwest-Südost orientiert, L. 12 m; Br. 7,5 m; H. 0,9 m. Rand abgesetzt. Am Nord- und Süd-Rand Fahrspuren. | 28930960 | BW   |
| 53° 13′ 19″ N, 10° 36′ 12″ O | Horndorf 14               | Ehemals leicht oval, Nord-Süd orientiert, L. 19,5 m; Br. 18 m. Heute im West-Bereich ausgekoffert, Hügelfuß noch erkennbar; L. 19 m; Br. 12 m; H. ca. 1 m. Oberfläche unregelmäßig, auf der Südost-Böschung wurde Erde abgegraben, am Südost-Rand ein Granitbrocken. | 28930962 | BW   |
| 53° 13′ 18″ N, 10° 36′ 13″ O | Horndorf 15               | Ehemals rund, Dm. 18 m. Im Nordnordwest-Bereich abgetragen, Hügelfuß noch erkennbar, daher heute oval und Nordost-Südwest orientiert; Br. 13 m; H. 1,3 m. Rand abgesetzt. In der Mitte große tiefe Nordost-Südwest orientierte Eingrabung (L. 9,5 m; Br. bis 2,5 m; T. bis 0,8 m). | 28930964 | BW   |
| 53° 13′ 19″ N, 10° 36′ 12″ O | Horndorf 58               | Rund, Dm. 12 m; H. 0,6 m. Kuppe abgeflacht, Oberfläche unregelmäßig. Am West-Rand flache Fahrspur. | 28931341 | BW   |

### Horndorf 17
ID:28930968; Ca. 1,5 km südöstlich der Kreuzung in der Ortsmitte, westlich oberhalb des Mausetals liegt eine Gruppe von ehemals 27 Grabhügeln. FStNr. 17 und 18 liegen westlich, alle übrigen Hügel östlich der hier Nord-Süd verlaufenden Straße Lüneburg-Dannenberg (B 216). FStNr. 52 und 53 wurden im Zuge von Straßenbauarbeiten ausgegraben; FStNr. 19 wurde teiluntersucht und wiederhergestellt. Von den erhaltenen Hügeln sind FStNr. 36 und 37 oval und Nord-Süd orientiert, die anderen sind rund. Durchmesser 5–20 m; Höhe 0,25–1,5 m.

| Lage                         | Bezeichnung | Beschreibung | ID       | Bild |
| ---------------------------- | ----------- | --- | -------- | ---- |
| 53° 12′ 24″ N, 10° 36′ 17″ O | Horndorf 17 | Fast rund, Dm 5 m; H. 0,6 m. Rand nach Süden auslaufend, sonst abgesetzt. Am West-Rand Einsenkung und in der Hügelmitte Eingrabung (L. 2 m; Br. 0,8 m; T. 0,8 m).      | 28930970 | BW   |
| 53° 12′ 24″ N, 10° 36′ 16″ O | Horndorf 18 | Fast rund, Dm. 7 m; H. 0,9 m. Im Nord- und West-Bereich Kuhlen. | 28930972 | BW   |
| 53° 12′ 26″ N, 10° 36′ 18″ O | Horndorf 19 | Fast rund, Dm. 13 m; H. 1,6 m, von Pflanzfurchen überzogen. | 28930974 | BW   |
| 53° 12′ 25″ N, 10° 36′ 19″ O | Horndorf 20 | Rund, Dm. 8 m; H. 0,3 m. Rand auslaufend. Von Pflanzfurchen überzogen.                                                                                                 | 28930976 | BW   |
| 53° 12′ 24″ N, 10° 36′ 20″ O | Horndorf 21 | Rund, Dm. 7,2 m; H. ca. 0,4 m. Rand auslaufend, Von Pflanzfurchen überzogen.                                                                                           | 28930978 | BW   |
| 53° 12′ 24″ N, 10° 36′ 20″ O | Horndorf 22 | Rund, Dm. 8,5 m; H. 0,6 m. Rand auslaufend. Von Pflanzfurchen überzogen. Einige bis faustgroße Granitsteine.                                                           | 28930980 | BW   |
| 53° 12′ 23″ N, 10° 36′ 21″ O | Horndorf 23 | Rund, Dm. 14 m; H. 0,7 m. Rand im Osten versteilt. Am Süd-Rand ein Grabungsloch und Granitbrocken. Pflanzfurchen.                                                      | 28930982 | BW   |
| 53° 12′ 23″ N, 10° 36′ 21″ O | Horndorf 24 | Rund, Dm. 7,5 m; H. 0,45 m. Rand auslaufend. Am Nord-Rand Eingrabung. Pflanzfurchen.                                                                                   | 28930984 | BW   |
| 53° 12′ 22″ N, 10° 36′ 22″ O | Horndorf 25 | Rund, Dm. 12 m; H. 0,5 m. In der Kuppe flache Mulde. Pflanzfurchen und vereinzelt Granitsteine.                                                                        | 28930986 | BW   |
| 53° 12′ 25″ N, 10° 36′ 20″ O | Horndorf 26 | Rund, Dm. 7,1 m; H. 0,4 m. Am Nord-Rand flache Kuhle, Pflanzfurchen. Am Ost-Rand zwei überkopfgroße Granitsteine.                                                      | 28931083 | BW   |
| 53° 12′ 25″ N, 10° 36′ 21″ O | Horndorf 27 | Rund, Dm. 9,5 m; H. 0,55 m. Rand abgesetzt. Am Nord-Rand flache Kuhle. Pflanzfurchen.                                                                                  | 28931085 | BW   |
| 53° 12′ 24″ N, 10° 36′ 21″ O | Horndorf 28 | Rund, Dm. 6,2 m; H. 0,55 m. Rand auslaufend. Pflanzfurchen. Bis überkopfgroße Granitsteine.                                                                            | 28931087 | BW   |
| 53° 12′ 24″ N, 10° 36′ 21″ O | Horndorf 29 | Fast rund, Dm. 7,5 m; H. 0,7 m. Am Nord-Rand flache Kuhle. Pflanzfurchen. Kopfgroße Granitsteine.                                                                      | 28931089 | BW   |
| 53° 12′ 22″ N, 10° 36′ 25″ O | Horndorf 31 | Rund, Dm. 8 m; H. 0,55 m. Rand auslaufend. Am Nord-Rand Kuhle. Pflanzfurchen.                                                                                          | 28931093 | BW   |
| 53° 12′ 22″ N, 10° 36′ 26″ O | Horndorf 32 | Rund, Dm. 5,9 m; H. 0,25 m. Rand auslaufend. Am Nord-Rand Kuhle. Pflanzfurchen.                                                                                        | 28931095 | BW   |
| 53° 12′ 22″ N, 10° 36′ 28″ O | Horndorf 33 | Rund, Dm. 7,5 m; H. 0,4 m. In der Kuppe flache Mulde, Rand auslaufend. Pflanzfurchen. Einzelne bis kopfgroße Steine.                                                   | 28931097 | BW   |
| 53° 12′ 21″ N, 10° 36′ 28″ O | Horndorf 34 | Rund, Dm. 8,2 m; H. 0,3 m. Von Pflanzfurchen überzogen. Im Nord-Bereich Kuhle und kleiner Granitstein.                                                                 | 28931099 | BW   |
| 53° 12′ 21″ N, 10° 36′ 28″ O | Horndorf 35 | Rund, Dm. 20,5 m; H. 1,5 m. Rand abgesetzt. Am Nordost-Rand alte Eingrabung. Am Süd-Rand zwei Granitsteine. Pflanzfurchen.                                             | 28931101 | BW   |
| 53° 12′ 20″ N, 10° 36′ 28″ O | Horndorf 36 | Leicht oval, Nord-Süd orientiert, L. 7,5 m; Br. 6 m; H. ca. 0,4 m. Pflanzfurchen. Bis kopfgroße Granitsteine.                                                          | 28931103 | BW   |
| 53° 12′ 20″ N, 10° 36′ 29″ O | Horndorf 37 | Oval, Nord-Süd orientiert, L. 9 m; Br. 6,5 m; H. 0,7 m. Rand abgesetzt. Am Nord-Rand eine Kuhle, Pflanzfurchen. Am Süd-Rand ein Granitstein.                           | 28931105 | BW   |
| 53° 12′ 20″ N, 10° 36′ 29″ O | Horndorf 38 | Rund, Dm. 7,7 m; H. 0,5 m. Rand abgesetzt. Pflanzfurchen. Einige bis kopfgroße Granitsteine sichtbar.                                                                  | 28931107 | BW   |
| 53° 12′ 18″ N, 10° 36′ 30″ O | Horndorf 39 | Rund, Dm. 16 m; H. 1 m. Kuppe abgeflacht, Rand abgesetzt. Pflanzfurchen. Einige kleine Mulden. An der Oberfläche, besonders im Süd-Teil, einige Granitsteine sichtbar. | 28931109 | BW   |
| 53° 12′ 24″ N, 10° 36′ 28″ O | Horndorf 40 | Rund, Dm. 18 m; H. 1,1 m. Rand abgesetzt. Holzrückspuren. Auf dem West-Teil pflasterartige Ansammlung von Granitsteinen.                                               | 28931111 | BW   |
| 53° 12′ 25″ N, 10° 36′ 28″ O | Horndorf 41 | Rund, Dm. 7,2 m; H. 0,45 m. Rand auslaufend. In der Kuppe Mulde, auf der westlich Böschung Eingrabung und Holzrückspuren.                                              | 28931209 | BW   |

### Horndorf 44
ID:28934762; Ca. 950 m ostsüdöstlich der Kreuzung in der Ortsmitte und westnordwestlich von Höhe 61,2 liegt in fast ebenem, schwach nach Süden geneigtem Gelände eine Gruppe von sieben Grabhügeln. Durchmesser 8–19 m; Höhe 0,4–1,7 m.

| Lage                         | Bezeichnung | Beschreibung | ID       | Bild |
| ---------------------------- | ----------- | --- | -------- | ---- |
| 53° 12′ 47″ N, 10° 36′ 11″ O | Horndorf 44 | Rund, Dm. 19 m; H. 1,7 m. Rand abgesetzt und im Norden durch Waldweg angeschnitten. In der Kuppe kleine tiefe Grube, auf der nördlichen und südlichen Böschung flache Mulden. An der Oberfläche einzelne Granitsteine, am Südsüdwest-Rand und Ost-Rand je ein Findling. | 28931215 | BW   |
| 53° 12′ 47″ N, 10° 36′ 14″ O | Horndorf 45 | Fast rund, Dm. 12 m; H. 0,6 m. Rand auslaufend, am West-Rand Nord-Süd verlaufende Schneise mit Holzrückspur, Pflanzfurchen. | 28931217 | BW   |
| 53° 12′ 47″ N, 10° 36′ 12″ O | Horndorf 46 | Fast rund, Dm. 17 m; H. 1,5 m. Kuppe abgeflacht, Rand abgesetzt. Oberfläche unregelmäßig, darin mehrere flache Mulden und Tiergänge. Über den West-Rand eine Nord-Süd verlaufende Schneise mit Holzrückspur.                                                            | 28931219 | BW   |
| 53° 12′ 46″ N, 10° 36′ 11″ O | Horndorf 47 | Rund, Dm. 14 m; H. 0,8 m. Rand auslaufend. Pflanzfurchen. Über die Hügelmitte Nord-Süd verlaufende Schneise. | 28931221 | BW   |
| 53° 12′ 46″ N, 10° 36′ 12″ O | Horndorf 48 | Fast rund, Dm. 12,5 m; H. 0,5 m. Kuppe abgeflacht, Rand auslaufend. Einzelne kopfgroße Granitsteine sichtbar. | 28931223 | BW   |
| 53° 12′ 45″ N, 10° 36′ 14″ O | Horndorf 49 | Fast rund, Dm. 8 m; H. 0,4 m. Kuppe abgeflacht, Rand auslaufend. Von Nord-Süd verlaufenden Pflanzfurchen überzogen. Einzelne faustgroße Granitsteine sichtbar. | 28931225 | BW   |
| 53° 12′ 45″ N, 10° 36′ 15″ O | Horndorf 50 | Fast rund, Dm. 9,5 m; H. 0,6 m. Rand auslaufend. Von Nord-Süd verlaufenden Pflanzfurchen und einer Schneise überzogen. | 28931227 | BW   |

### Horndorf 54
ID:28931235; Knapp 1100 m ostsüdöstlich der Kreuzung in der Ortsmitte liegt westlich oberhalb des Mausetals eine Gruppe von drei Grabhügeln (FStNr. 54–56) Dm. 17–22 m; H. 1,3 m – 1,5 m. Eine weitere Erhöhung, deren Denkmalcharakter 1949 nicht klar war, war bei einer Begehung 1988 nicht mehr vorhanden.

| Lage                         | Bezeichnung | Beschreibung | ID       | Bild |
| ---------------------------- | ----------- | --- | -------- | ---- |
| 53° 12′ 58″ N, 10° 36′ 15″ O | Horndorf 54 | Rund, Dm. 19 m; H. 1,3 m. Rand abgesetzt. Kuppe im Nord-Bereich abgeflacht.                                                                         | 28931237 | BW   |
| 53° 12′ 56″ N, 10° 36′ 20″ O | Horndorf 55 | Fast rund, Dm. 22 m; H. 1,3 m. Kuppe abgeflacht. Rand im Norden und Osten auslaufend, im Westen abgesetzt und im Süden durch Waldweg angeschnitten. | 28931239 | BW   |
| 53° 13′ 1″ N, 10° 36′ 19″ O  | Horndorf 56 | Fast rund, Durchmesser ca. 20 Meter und Höhe ca. 2,4 Meter, Rand abgesetzt.                                                                         | 28931368 | BW   |

## Reinstorf
| Lage                         | Bezeichnung                | Beschreibung | ID       | Bild |
| ---------------------------- | -------------------------- | --- | -------- | ---- |
| 53° 13′ 17″ N, 10° 33′ 53″ O | Reinstorf 1, Großsteingrab | Rest eines Großsteingrabes. Sprockhoff beschrieb das Grab folgendermaßen: „Steinkammer, deren Richtung ungefähr nordsüdlich gewesen sein durfte. Vorhanden sind lediglich der nördliche Abschlußstein in situ und der erste anschließende Träger der westlichen Langseite. Die übrigen umherliegenden teils gesprengten Steine bestätigen nur, daß hier der Rest einer Steinkammer vorhanden ist, deren Rekonstruktion erst nach einer Untersuchung möglich wäre“. | 28931347 | BW   |
| 53° 14′ 16″ N, 10° 33′ 11″ O | Reinstorf 21, Grabhügel    | Halbmondförmiger Rest, Ost-Bereich abgetragen, daher Nord-Süd orientiert. L. 15 m; Br. ca. 11 m; H. bis 0,9 m. Rand abgesetzt. | 28931487 | BW   |
| 53° 14′ 15″ N, 10° 33′ 12″ O | Reinstorf 22, Grabhügel    | Fast rund, Dm. 16 m; H. 0,6 m. Kuppe abgeflacht, Rand auslaufend. | 28931489 | BW   |
| 53° 14′ 32″ N, 10° 33′ 2″ O  | Reinstorf 24, Grabhügel    | Sehr flach, rund, Dm. ca. 14,5 m; H. ca. 0,5 m. Rand auslaufend und der Hügel tief überpflügt. Viele, auch größere Granitsteine sichtbar. | 28931493 | BW   |
| 53° 13′ 17″ N, 10° 33′ 54″ O | Reinstorf 38, Grabhügel    | Fast rund, Dm. ca. 7 m; H. ca. 0,6 m. Rand auslaufend. Von Pflanzfurchen überzogen. | 28931596 | BW   |
| 53° 13′ 15″ N, 10° 33′ 56″ O | Reinstorf 39, Grabhügel    | Ehemals rund, Dm. ca. 14 m; H. bis 0,4 m. Rand auslaufend und nach Westen stark abgeflacht, daher eher oval. Von Pflanzfurchen überzogen. | 28931598 | BW   |
| 53° 14′ 10″ N, 10° 33′ 10″ O | Reinstorf 125, Grabhügel   | Runder bis leicht oval, Dm. Nord-Süd 18 m; Ost-West 19,5 m; H. ca. 1,7 m. Deutlich abgesetzt. Überwiegend in der Süd-Hälfte sind Eingrabungen und Tiergänge/baue erkennbar. | 28932062 | BW   |

### Reinstorf 2
ID:28931349; Ca. 2 km westnordwestlich von Reinstorf liegt auf einem leichten Nordost- bis Ost-Hang oberhalb eines steileren Nordost-Hanges eine Gruppe von 15 annähernd runden (FStNr. 2–4, 6, 7, 12–20, 111) und fünf annähernd ovalen (FStNr. 5, 8–11) Grabhügeln. Die Hügel weisen verschieden starke Beschädigungen auf, der Erhaltungszustand kann im insgesamt als gut bezeichnet werden. Die Gruppe ist ein gutes Beispiel für eindrucksvolle und (im Hochwald) leicht einsehbare Geländedenkmäler.

| Lage                         | Bezeichnung               | Beschreibung | ID       | Bild |
| ---------------------------- | ------------------------- | --- | -------- | ---- |
| 53° 14′ 23″ N, 10° 32′ 23″ O | Reinstorf 2               | Rund, Dm. 16 m; H. 1 m. Rand abgesetzt. In der Mitte große, tiefe Eingrabung (L. 3,5 m; Br. 2,3 m; T. 0,7 m), darin einige bis überkopfgroße Granitsteine sichtbar. Flache Nordnordost-Südsüdwest verlaufende Pflanzfurchen.                                                                                       | 28931351 | BW   |
| 53° 14′ 24″ N, 10° 32′ 21″ O | Reinstorf 3               | Rund, Dm. 14,7 m; H. 0,9 m. Kuppe abgeflacht und nach Osten leicht abgeschrägt. Rand abgesetzt. In der Mitte längliche Vertiefung (L. 2 m; Br. 1 m; T. 0,3 m), darin ein kopfgroßer Granitstein. Auf der nordwestlichen Böschung kleine, tiefe Einkuhlung.                                                         | 28931353 | BW   |
| 53° 14′ 23″ N, 10° 32′ 21″ O | Reinstorf 4               | Rund, Dm. 18 m; H. 1,6 m. Rand abgesetzt und stellenweise leicht angegraben, West-Rand von Waldweg angeschnitten. In der Kuppe weite Vertiefung (T. knapp 0,5 m). Auf der Böschung - besonders in den nördlichen Bereichen - flache, grabenartige Vertiefungen, die vermutlich von der Suche nach Steinen stammen. | 28931355 | BW   |
| 53° 14′ 24″ N, 10° 32′ 19″ O | Reinstorf 5               | Oval, Nord-Süd orientiert, L. 21 m; Br. 18 m; H. ca. 1,7 m. Rand abgesetzt. In der Mitte ca. 2 × 2 m große und 0,5 m tiefe Eingrabung. Oberfläche unregelmäßig, darin mehrere verschieden große, flache Eingrabungen.                                                                                              | 28931357 | BW   |
| 53° 14′ 22″ N, 10° 32′ 18″ O | Reinstorf 6               | Rund, Dm. 15 m; H. 1,1 m. Kuppe abgeflacht, Rand abgesetzt. Am Ost-Rand flache Fahrspur. | 28931359 | BW   |
| 53° 14′ 22″ N, 10° 32′ 18″ O | Reinstorf 7               | Fast rund, Dm. 17 m; H. 1 m. Kuppe abgeflacht und nach Nordnordost abgeschrägt. Nordnordöstlich der Mitte eine Eintiefung. Rand abgesetzt, im Süden durch Waldweg angeschnitten. | 28931361 | BW   |
| 53° 14′ 22″ N, 10° 32′ 17″ O | Reinstorf 8               | Leicht oval, Nord-Süd orientiert, L. 23,5 m; Br. 18 m; H. 1,2 m. Rand abgesetzt. In der Mitte große, weite Eingrabung (2,5 × 2,5 m Weite, 0,6 m T.), westlich davon längliche Vertiefung. Über die Böschung verteilt mehrere flachere Vertiefungen.                                                                | 28931363 | BW   |
| 53° 14′ 24″ N, 10° 32′ 23″ O | Reinstorf 9               | Länglich, Ost-West orientiert, L. 14,5 m; Br. 11,5 m; H. 0,7 m. Kuppe abgeflacht. Rand abgesetzt und wird im Südosten von Weg angeschnitten. In der Mitte weite Eingrabung (L. 2 m; Br. 1,6 m; T. 0,4 m), darin drei Granitsteine. Böschungsoberfläche unregelmäßig.                                               | 28931365 | BW   |
| 53° 14′ 25″ N, 10° 32′ 23″ O | Reinstorf 10              | Leicht oval, Nord-Süd orientiert, L. 16,4 m; Br. 14,5 m; H. 0,85 m. Rand abgesetzt. In der Mitte ein kleines, tiefes Loch, wohl von einem aufgegrabenen Tierbau. | 28931367 | BW   |
| 53° 14′ 24″ N, 10° 32′ 25″ O | Reinstorf 11              | Rand im Norden durch Fahrspur und im Süden durch Weg angeschnitten, daher heute oval und Ost-West orientiert. L. 15 m; Br. 13 m; H. 1,1 m. Rand abgesetzt. In der Kuppe eine große Eingrabung (Dm. ca. 3,5 m). | 28931467 | BW   |
| 53° 14′ 26″ N, 10° 32′ 24″ O | Reinstorf 12              | Rund, Dm. 11,3 m; H. 0,9 m. Kuppe leicht eingesenkt, Rand abgesetzt. | 28931469 | BW   |
| 53° 14′ 25″ N, 10° 32′ 25″ O | Reinstorf 13              | Fehr flach, Dm. 9 m; H. bis 0,4 m. Kuppe abgeflacht, Rand auslaufend. Flache Pflanzfurchen, Oberfläche unregelmäßig. | 28931471 | BW   |
| 53° 14′ 25″ N, 10° 32′ 27″ O | Reinstorf 14              | Rund, Dm. 15,5 m; H. 1,15 m. Kuppe abgeflacht. Rand abgesetzt und im Süden von Weg angeschnitten. Nördlich der Mitte eine große Ost-West orientierte Eingrabung. | 28931473 | BW   |
| 53° 14′ 26″ N, 10° 32′ 27″ O | Reinstorf 15              | Fast rund, Dm. 9,7 m; H. 0,7 m. Rand abgesetzt. In der Mitte eine flache Eingrabung. | 28931475 | BW   |
| 53° 14′ 25″ N, 10° 32′ 29″ O | Reinstorf 16              | Rund, Dm. 10,7 m; H. 0,3 m. Kuppe abgeflacht. Rand auslaufend und im Süden von Weg geschnitten. Einzelne Granitsteine markieren noch den Hügelfuss, der Süd-Rand des Hügels reicht 1,4 m in den Weg hinein. | 28931477 | BW   |
| 53° 14′ 26″ N, 10° 32′ 26″ O | Reinstorf 17              | Rund, Dm. 8,1 m; H. 0,5 m. Kuppe eindellt, Rand abgesetzt. Am Süd-Rand mehrere Steine, am Ost-Rand ein weiterer Stein, am West-Rand sind zwei Steine erkennbar. | 28931479 | BW   |
| 53° 14′ 26″ N, 10° 32′ 26″ O | Reinstorf 18              | Rund, Dm. 11,6 m; H. 0,7 m. Rand abgesetzt. In der Mitte eine weite tiefe Kesselung (Dm. 3,5 m; T. 0,6 m), nördlich davon ein doppelt-kopfgroßer Granitstein. | 28931481 | BW   |
| 53° 14′ 27″ N, 10° 32′ 24″ O | Reinstorf 19              | Rund, Dm. 10,2 m; H. 0,8 m. Hoch gewölbt, Rand abgesetzt. In der Mitte eine kleine tiefe Eingrabung. Böschungsoberfläche unregelmäßig, vermutlich von der Suche nach Steinen. | 28931483 | BW   |
| 53° 14′ 28″ N, 10° 32′ 22″ O | Reinstorf 20              | Fast rund, Dm. 17 m; H. 1,5 m. Kuppe abgeflacht, Rand abgesetzt. Im Nord-Bereich ein Schützenloch, an verschiedenen Stellen Einkuhlungen. Am Südost-Rand ein Granitbrocken, kleine Granitsteine sichtbar. | 28931485 | BW   |
| 53° 14′ 24″ N, 10° 32′ 26″ O | Reinstorf 111             | Fast rund, Dm. 15 m; H. 1 m. Kuppe abgeflacht, Rand abgesetzt. | 28931746 | BW   |
| 53° 14′ 22″ N, 10° 32′ 23″ O | Reinstorf 112, Wegespuren | Fünf etwa Ost-West verlaufende Wegespuren auf einer Br. von 28 m und einer L. von maximal 75 m. Profile sind abgerundet bis verwaschen. Sohlbr. bis 2 m; obere Br. bis 3 m; T. bis 1 m. Im Umfeld weitere Wegespuren.                                                                                              | 28931748 | BW   |

### Reinstorf 40
ID:28931600; Ca. 1,2 km südlich von Reinstorf, unmittelbar nördlich der Straße Lüneburg-Dannenberg (B 216) und ca. 15–215 m östlich der Straße nach Reinstorf liegt in ebenem, nach Osten schwach abfallendem Gelände ein Grabhügelfeld. Von 28 Hügeln konnten 1977/78 nur noch 15 einzeln angesprochen werden.

| Lage                         | Bezeichnung  | Beschreibung | ID       | Bild |
| ---------------------------- | ------------ | --- | -------- | ---- |
| 53° 13′ 16″ N, 10° 34′ 4″ O  | Reinstorf 40 | Rund, Dm. 7 m; H. 0,3 m. Hügel stark verwaschen und von Ost nach West von Fahrspuren überzogen.                                                 | 28931602 | BW   |
| 53° 13′ 16″ N, 10° 34′ 5″ O  | Reinstorf 41 | Rund, Dm. 6,5 m; H. 0,3 m. Sehr stark verwaschen, Oberfläche zerwühlt.                                                                          | 28931604 | BW   |
| 53° 13′ 16″ N, 10° 34′ 5″ O  | Reinstorf 42 | Flach, Rund, Dm. ca. 5 m; H. 0,3 m. Rand auslaufend. Von Pflanzfurchen überzogen.                                                               | 28931606 | BW   |
| 53° 13′ 16″ N, 10° 34′ 6″ O  | Reinstorf 43 | Flach, Rund, Dm. ca. 7 m; H. 0,4 m. Rand auslaufend und von Pflanzfurchen überzogen.                                                            | 28931608 | BW   |
| 53° 13′ 16″ N, 10° 34′ 7″ O  | Reinstorf 44 | Flach, Rund, Dm. 7 m; H. 0,3 m. Von Ost nach West von Fahrspuren und Pflanzfurchen überzogen.                                                   | 28931610 | BW   |
| 53° 13′ 16″ N, 10° 34′ 7″ O  | Reinstorf 45 | Rund, Dm. ca. 7,5 m; H. ca. 0,4 m. Rand auslaufend. Von Pflanzfurchen überzogen.                                                                | 28931612 | BW   |
| 53° 13′ 16″ N, 10° 34′ 7″ O  | Reinstorf 46 | Rund, Dm. 8 m; H. 0,4 m. Von West nach Ost Fahrspuren und Pflanzfurchen.                                                                        | 28931614 | BW   |
| 53° 13′ 15″ N, 10° 34′ 8″ O  | Reinstorf 47 | Rund, Dm. 6,5 m; H. 0,4 m. Rand auslaufend und von Pflanzfurchen überzogen.                                                                     | 28931616 | BW   |
| 53° 13′ 15″ N, 10° 34′ 8″ O  | Reinstorf 48 | Rund, Dm. 12,8 m; H. 0,7 m. Gewölbt und flacht nach Norden ab. Von West nach Ost Fahrspuren und Pflanzfurchen.                                  | 28931618 | BW   |
| 53° 13′ 16″ N, 10° 34′ 9″ O  | Reinstorf 49 | Rund, Dm. 9 m; H. 0,9 m. Gewölbt, Rand auslaufend. Oberfläche (wohl durch verwischte Fahrspuren) zerwühlt und von Pflanzfurchen überzogen.      | 28931620 | BW   |
| 53° 13′ 15″ N, 10° 34′ 8″ O  | Reinstorf 50 | Rund, Dm. 8,5 m; H. 0,4 m. Rand auslaufend. Von Pflanzfurchen überzogen.                                                                        | 28931622 | BW   |
| 53° 13′ 15″ N, 10° 34′ 9″ O  | Reinstorf 51 | Rund, Dm. ca. 8 m; H. bis 0,7 m. Gewölbt, Rand auslaufend. In der Kuppe eine Mulde und Oberfläche von Pflanzfurchen überzogen.                  | 28931720 | BW   |
| 53° 13′ 16″ N, 10° 34′ 10″ O | Reinstorf 52 | Rund, Dm. ca. 6,5 m; H. bis 0,5 m. Rand auslaufend und von Pflanzfurchen überzogen.                                                             | 28931722 | BW   |
| 53° 13′ 15″ N, 10° 34′ 9″ O  | Reinstorf 53 | Rund, Dm. ca. 9 m; H: 0,8 m. Rand schwach abgesetzt. In der Mitte Vertiefung, darin plattige bis kopfgroße Steine. Von Pflanzfurchen überzogen. | 28931724 | BW   |
| 53° 13′ 15″ N, 10° 34′ 9″ O  | Reinstorf 54 | Rund, Dm. ca. 7,5 m; H. 0,5 m. Rand auslaufend. Von Pflanzfurchen überzogen.                                                                    | 28931726 | BW   |

## Wendhausen
| Lage                         | Bezeichnung             | Beschreibung | ID       | Bild |
| ---------------------------- | ----------------------- | --- | -------- | ---- |
| 53° 15′ 23″ N, 10° 33′ 11″ O | Wendhausen 3, Grabhügel | Oval, Nord-Süd orientiert, L. 11,5 m; Br. 9,5 m; H. 0,8 m. Rand im Norden, Osten und Süden abgesetzt, im Westen leicht angeschnitten von Fahrspur. Rand im Süden durch Weg und im Osten durch Acker stark angeschnitten. An der Oberfläche Einkuhlungen und Nord-Süd verlaufende Pflanzfurchen. | 28929894 | BW   |
| 53° 15′ 22″ N, 10° 35′ 31″ O | Wendhausen 9, Grabhügel | Fast rund, Dm. 12 m; H. 0,8 m. In der Mitte alte Eintiefung (Dm. 3 m). Im Westen durch Ackerkante angeschnitten. Im Süden Rand auslaufend und Lesesteine (Granit) und im Westen Betonbrocken abgelegt.                                                                                          | 28930001 | BW   |